# حمام محمدیان
حمام محمدیان مربوط به سده‌های ۱۰ تا ۱۳ ه.ق است و در نمین، خیابان طالقانی، کوچه شهید بهشتی واقع شده و این اثر در تاریخ ۱۲ شهریور ۱۳۸۶ با شمارهٔ ثبت ۱۹۴۲۴ به‌عنوان یکی از آثار ملی ایران به ثبت رسیده است.